# Nowhere to Run (1993)
Nowhere to Run is een Amerikaanse actiefilm van Robert Harmon. De hoofdrollen worden vertolkt door Jean-Claude Van Damme en Rosanna Arquette.

## Verhaal
Na een ontsnapping uit een gevangenentransport zoekt Sam (Jean-Claude Van Damme) een plek om zich schuil te houden. Hij komt terecht op het terrein van weduwe Clydie, waar hij wordt ontdekt door Mookie en Bree, de kinderen van Clydie. Ze staat toe dat Sam mag overnachten in hun schuur. Clydie wordt door een projectontwikkelaar gedwongen haar land te verkopen, maar zij weigert. Wanneer deze overgaat tot harde maatregelen, besluit Sam om het gezin te beschermen, met alle gevolgen van dien...

## Rolverdeling
| Acteur                | Personage               |
| --------------------- | ----------------------- |
| Jean-Claude Van Damme | Sam Gillen              |
| Rosanna Arquette      | Clydie Anderson         |
| Kieran Culkin         | Mike 'Mookie' Anderson  |
| Tiffany Taubman       | Bree Anderson           |
| Ted Levine            | Mr. Dunston             |
| Joss Ackland          | Franklin Hale           |
| Edward Blatchford     | Sheriff Lonnie Cole     |
| Anthony Starke        | Billy                   |
| Kevin Page            | Hales handlanger        |
| Albie Selznick        | Hales handlanger        |
| John Kerry            | "Big Thug" John         |
| Stephen Bridgewater   | Tom Lewis               |
| Christy Botkin        | Sarah Lewis             |
| Allan Graf            | Buschauffeur gevangenen |
| Leonard Termo         | Bewaker gevangenenbus   |
| Thomas Rosales Jr.    | Gevangene in bus        |
| Sven-Ole Thorsen      | Gevangene in bus        |

## Recensies
- Imdb:5/7